# Tueurs aux petites annonces
Cet article possède un paronyme, voir Tueur aux petites annonces.
 (mars 2021).
Les « Tueurs aux petites annonces », ou « Lonely Hearts Killers » en anglais, sont des surnoms donnés à Raymond Fernandez et sa compagne Martha Beck à la suite de leur procès pour une série de meurtres commis en 1949. On estime qu’ils ont tué jusqu'à 20 femmes entre 1947 et 1949.
Plusieurs fictions sont inspirées de cette histoire.

## L'histoire

### Avant les meurtres

#### Raymond Martinez Fernandez
Raymond Fernandez naît le 17 décembre 1914 à Hawaï de parents espagnols. Peu après, sa famille déménage dans le Connecticut. En 1932, les Fernandez retournent en Espagne dans la ville d'Órgiva, où le père en deviendra le maire. Adulte, Raymond Fernandez se rendra de nouveau en Espagne, où il se mariera et aura quatre enfants qu'il abandonnera.
Après avoir servi dans les services secrets britanniques durant la Seconde Guerre mondiale, Fernandez décide de rentrer aux États-Unis pour y trouver du travail. Lors du voyage en bateau, une écoutille lui tombe dessus et lui fracture le crâne, le blessant au lobe frontal. À la sortie de l’hôpital, Fernandez vole quelques vêtements et il est emprisonné pendant un an. Durant son incarcération, son codétenu lui enseigne le vaudou et la magie noire.
Fernandez déménage ensuite à New York et commence à répondre à des petites annonces de femmes célibataires. Il les emmène dîner, leur sert à boire, puis leur vole leur argent et leurs biens. La plupart d'entre elles se sentaient trop embarrassées pour oser porter plainte.
Il lui arrive une fois de voyager en Espagne en compagnie d'une de ses victimes, qu'il présente à sa femme qui réside toujours là-bas. Sa partenaire de voyage meurt peu après dans des circonstances troublantes et il prend possession de sa propriété. 
En 1947, Fernandez répond à une annonce de Martha Beck.

#### Martha Beck
Martha Jule Seabrook, née le 6 mai 1920 à Milton en Floride, souffre d'un problème d'hormones dans sa jeunesse qui a pour conséquence un surpoids ainsi qu'une puberté précoce. À son procès, elle déclarera avoir été abusée sexuellement par son frère et battue par sa mère.
Elle fait des études d'infirmière mais a des difficultés à trouver un emploi en raison de sa corpulence. Elle travaille alors dans les pompes funèbres avant de trouver un poste dans un institut pour enfants handicapés.
Ayant de nombreux partenaires sexuels, une grossesse survient et la contraint à controuver une histoire sur le prétendu père de l'enfant, un homme avec qui elle se serait mariée et qui aurait été tué outre-mer. Peu après la naissance de sa fille, elle est grosse derechef d’un homme dénommé Beck, et dont elle prend le nom. Ils se marient rapidement mais divorcent très peu de temps après. Cette fois, elle donne naissance à un garçon.
Sans emploi et mère célibataire, Martha Beck s’évade dans un monde imaginaire, achetant des romans à l'eau de rose et allant voir des films romantiques. 
Elle trouve alors un emploi d'infirmière et publie une petite annonce en 1947, à laquelle répond Raymond Fernandez.

### Meurtres
Raymond Fernandez rend visite à Martha Beck à Milton, en Floride, et demeure quelque temps avec elle. Elle annonce à tout le monde qu'ils vont se marier. Pendant qu’elle fait les préparatifs du mariage, Fernandez retourne à New York.
Brutalement, elle est renvoyée, probablement en raison de rumeurs à propos d’elle et de Fernandez. Elle fait alors ses bagages et rejoint celui-ci à New York. Fernandez aime sa façon de répondre à ses caprices et, très vite, lui fait part de ses activités criminelles. Martha participe rapidement à celles-ci et envoie ses enfants à l’Armée du salut.
Martha dit être la sœur de Raymond, donnant ainsi un air de respectabilité à leur relation. Toutefois, elle est extrêmement jalouse et fait tout pour éviter que Fernandez n'ait des relations avec les femmes qu'il escroque. Lorsqu'il a des rapports sexuels avec une femme, les deux sont sujets au tempérament violent de Beck.
En 1949, le couple commet les trois meurtres pour lesquels ils seront plus tard condamnés. Leur première victime est Janet Fay. Âgée de 66 ans, elle se fiance à Fernandez et vient habiter dans son appartement de Long Island. Lorsque Beck les surprend ensemble au lit, elle devient folle de rage et frappe Fay à la tête avec un marteau. Fernandez l'achève en l’étranglant. La famille de Fay ayant des soupçons, le couple décide de quitter la ville et de se chercher une autre victime.
Ils se rendent à Byron Center dans le Michigan pour rencontrer Delphine Downing, une jeune veuve qui a une fillette de deux ans. Un jour, ne supportant plus les pleurs de l'enfant, Beck l’étrangle mais s'arrête avant de la tuer. Fernandez, pensant que Downing ne pourra manquer de remarquer les ecchymoses sur le cou de sa fille, décide alors de tuer la mère pendant son sommeil.
Le couple reste ensuite plusieurs jours dans la maison de Downing. Mais, une fois de plus, les pleurs de la petite mettent Beck en rage. Elle noie alors la fille dans un lavabo. Les amants enterrent les corps au sous-sol de la maison. Des voisins, inquiets de la disparition de la mère et de son enfant, informent la police qui se rend sur les lieux le 28 février 1949.

### Procès et exécution
Comme le Michigan ne pratique pas la peine de mort, contrairement à New York, Raymond Fernandez avoue rapidement ses crimes, pensant qu’ils ne vont pas être extradés. Ce fut pourtant le cas.
À New York, ils démentent énergiquement avoir commis les 17 meurtres qui leur sont attribués, et Fernandez essaye de revenir sur ses déclarations, expliquant cette fois qu’il a tué pour protéger Beck.
Leur procès est empreint de sensationnalisme, les médias faisant état de macabres histoires de perversion sexuelle.
Fernandez et Beck sont condamnés à la peine capitale pour les meurtres de Janet Fay, de Delphine Downing et de sa fille. Ils sont exécutés sur la chaise électrique le 8 mars 1951.
En dépit de leurs fréquentes disputes et de problèmes de couple, ils professent souvent leur amour, comme le montrent leurs dernières paroles officielles :
« Je veux le crier, j’aime Martha ! Qu’est-ce que le public sait de l’amour ? » — Raymond Fernandez
« Mon histoire est une histoire d’amour. Mais seuls ceux torturés par l’amour peuvent savoir ce que je veux dire. […] L’emprisonnement dans la maison de la mort a seulement fortifié mon sentiment pour Raymond… » — Martha Beck.

## Au cinéma et à la télévision
Plusieurs films s'inspirent plus ou moins librement de cette affaire :
- 1970 : Les Tueurs de la lune de miel (The Honeymoon Killers), de Leonard Kastle (en)
- 1991 : Un homme fatal (en) (Lonely Hearts),  d'Andrew Lane (en)
- 1996 : Carmin profond (Profundo carmesí), d'Arturo Ripstein
- 2006 : Cœurs perdus (Lonely Hearts), de  Todd Robinson
- 2014 : Alleluia, de Fabrice Du Welz

Il en est de même à la télévision :
- 1960 : Lonely Hearts Killer, épisode de la série Deadline (en)
- 2006 : Lune de miel (Lonely Hearts), épisode de la quatrième saison de la série Cold Case : Affaires classées